# Obrigação de dívida colateralizada
Uma obrigação de dívida colateralizada (ODC) (em Inglês CDO, collateralized debt obligation) é um tipo estruturado de contrato garantido por ativos (CGA). Originalmente desenvolvidos como instrumentos para os mercados de dívida corporativa, após 2002 os ODCs tornaram-se veículos para refinanciar contratos garantidos por hipoteca (CGH). Como outros títulos privados lastreados em ativos, um ODC pode ser visto como uma promessa de pagar aos investidores em uma sequência prescrita, com base no fluxo de caixa que o ODC coleta do pool de títulos ou outros ativos de sua propriedade. De forma distinta, o risco de crédito do ODC é normalmente avaliado com base em uma probabilidade de inadimplência (PI) derivada de classificações desses títulos ou ativos.
O ODC é "dividido" em "tranches", que "capturam" o fluxo de caixa dos pagamentos de juros e principal em sequência com base na antiguidade. Se alguns empréstimos ficarem inadimplentes e o dinheiro arrecadado pelo ODC for insuficiente para pagar todos os seus investidores, aqueles nas tranches mais baixas, a maioria "júnior", sofrem perdas primeiro. As últimas a perder o pagamento por inadimplência são as tranches mais seguras e seniores. Consequentemente, os pagamentos de cupom (e taxas de juros) variam por tranche, com as tranches mais seguras/sênior recebendo as taxas mais baixas e as tranches mais baixas recebendo as taxas mais altas para compensar o risco de inadimplência mais alto. Como exemplo, um ODC pode emitir as seguintes tranches em ordem de segurança: Sênior AAA (às vezes conhecido como "super sênior"); Júnior AAA; AA; UMA; BBB; Residual.
Sociedades de propósito específico separadas — em vez do banco de investimento controlador — emitem os ODCs e pagam juros aos investidores. À medida que os ODCs se desenvolveram, alguns patrocinadores reempacotaram as tranches em outra iteração, conhecida como "ODC-Quadrado", "ODCs de ODCs" ou "ODCs sintéticos".
No início dos anos 2000, a dívida que sustentava os ODCs era geralmente diversificada, mas em 2006–2007 — quando o mercado de ODCs cresceu para centenas de bilhões de dólares - isso mudou. As garantias do ODC tornaram-se dominadas por tranches de alto risco (BBB ou A) recicladas de outros títulos lastreados em ativos, cujos ativos eram geralmente hipotecas subprime. Esses ODCs foram chamados de "o motor que impulsionou a cadeia de suprimento de hipotecas" para hipotecas subprime, e são creditados por dar aos credores um maior incentivo para fazer empréstimos subprime, levando à crise das hipotecas subprime de 2007-2009.